# Alan II van Bretagne
Alan II van Bretagne, bijgenaamd Draaibaard, (gestorven: 952) was tussen 938 en zijn dood hertog van Bretagne.

## Biografie
Na de invallen van de Vikingen vluchtte zijn vader Mathuedoï I van Poher naar Engeland en ging daar in ballingschap aan het hof van koning Eduard de Oudere en Æthelstan van Engeland. In 936 keerde Alan terug naar Bretagne en landde hij met zijn leger in Dol-de-Bretagne. Met de hulp van Æthelstan wist hij de Vikingen te verslaan en werd hij in 938 uitgeroepen tot hertog van Bretagne. Met de hulp van Judicael Berengar en Hugo I van Maine wist hij een jaar later de Noormannen bij Trans te verslaan.
In 942 bracht Alan II leenhulde aan Lodewijk IV van Frankrijk. Tien jaar later overleed hij in zijn hoofdstad Nantes alwaar hij ook begraven werd.

## Huwelijken en kinderen
Alan II was als eerste getrouwd met Roscilla van Anjou, een dochter van graaf Fulco I van Anjou. Hij trouwde vervolgens met Roscilla van Blois, een dochter van Theobald de Oude en zij kregen samen een zoon:
- Drogo (-958), volgde zijn vader als hertog op.

Daarnaast had Alan ook nog verschillende minnaressen met wie hij kinderen zou krijgen
- Hoël (-981), volgde Drogo op als hertog.
- Guerech (-988), volgde Hoël op als hertog.